# Center for Frivilligt Socialt Arbejde
Center for Frivilligt Socialt Arbejde er et landsdækkende støtte- og udviklingscenter.
CFSA’s formål er at styrke og udvikle frivilligt socialt arbejde i Danmark og at indsamle og formidle viden om civilsamfundet målrettet foreninger og organisationer inden for den frivillige sociale sektor, kommuner, ministerier, fonde og forskning.   
Det sker blandt andet ved at rådgive og kompetenceudvikle frivillige og ansatte i foreninger og organisationer. Gennemføre analyser og undersøgelser af frivillighed og civilsamfund på velfærdsområdet. Bygge bro mellem aktører i det frivillige sociale arbejde blandt andet igennem netværk.
Center for Frivilligt Socialt Arbejde er et selvejende center under Social-, Bolig- og Ældreministeriet beliggende i Odense og er oprettet i 1992. Bestyrelsen består af en formand og seks medlemmer, der er udpeget af Socialministeriet, KL, Frivilligrådet og Danmarks Frie Forskningsfond. Centret er finansieret med midler fra finansloven, offentlige puljer og indtægtsdækkende opgaver. Centret har 12 ansatte i 2024.